# El cóctel del tío Pupi
El cóctel del tío Pupi es el álbum debut del grupo de rock argentino Mancha de Rolando, publicado en 1994. En 2004, el álbum fue reeditado y fusionado con La ley del gomero, pasándose a llamar El cóctel del tío Pupi y La ley del gomero.

## Lista de canciones
Todas las canciones compuestas por Manuel Quieto, Franchie Barreiro, Juan Sebastián Amadeo y Nicolás Fontana.

| Lado A |                    |          |  |
| N.º    | Título             | Duración |  |
| 1.     | «La marcha»        | 3:30     |  |
| 2.     | «Carne de gusanos» | 2:28     |  |
| 3.     | «Parataffa»        | 3:11     |  |
| 4.     | «El cubanito»      | 5:02     |  |

| Lado B |                                |          |  |
| N.º    | Título                         | Duración |  |
| 5.     | «El gato»                      | 3:37     |  |
| 6.     | «Son once»                     | 4:23     |  |
| 7.     | «Blancos acantilados de Dover» | 5:21     |  |
| 8.     | «Corre»                        | 4:05     |  |

## Músicos
- Manuel Quieto — voz y guitarra.
- Juan Sebastián Amadeo — voz.
- Gonzalo Basualdo — bajo.
- Nicolás Fontana — guitarra.
- Sebastián Roncheti — batería.
- Franchie Barreiro — guitarra.